# رذرفورد هايز
روثرفورد بيرتشارد هايز (بالإنجليزية: Rutherford B. Hayes)‏ (4 أكتوبر 1822 - 17 يناير 1893) هو الرئيس التاسع عشر للولايات المتحدة (1877-1881). أشرف الرئيس هايز على نهاية إعادة الإعمار، وبدأ الجهود التي قادت إلى إصلاح الخدمة المدنية، وحاول التوفيق بين الانقسامات التي خلفتها الحرب الأهلية وفترة إعادة الإعمار.
كان هايز محاميا من ولاية أوهايو، وكان محامي مدينة سينسيناتي من عام 1858 إلى 1861. وعندما بدأت الحرب الأهلية ترك مسيرته السياسية الوليدة لينضم إلى جيش الاتحاد كضابط. جُرح هايز خمس مرات في الحرب، وكان أخطرها في معركة ساوث ماونتن. عِرف هايز بشجاعته في الميدان وتمّت ترقيته إلى رتبة لواء فخري. بعد الحرب، خدم هايز في الكونغرس الأميركي عامي 1865-1867 عن الحزب الجمهوري. غادر هايز الكونغرس لخوض انتخابات حاكم ولاية أوهايو، وانتخب لفترتين متتاليتين، 1868-1872، ثم إلى ولاية ثالثة، 1876-1877.
انتخب هايز للرئاسة في عام 1876 في إحدى أكثر الانتخابات إثارة للجدل في التاريخ الوطني. خسر هايز التصويت الشعبي الرسمي أمام المرشح الديمقراطي صامويل تيلدن (ولا يعرف على وجه اليقين من فاز بالتصويت الشعبي الفعلي، وذلك نظراً لقيام الجنوبيين بقمع أصوات الجمهوريين). لكنه حصل على تصويت المجمع الانتخابي والذي أثار الكثير من الشك بعد أن منحته لجنة الكونغرس عشرين صوتا في المجمع الانتخابي المتنازع عليه. ونتج عن هذا تسوية العام 1877، وبموجبها أذعن الديمقراطيون لانتخابات هايز وفي المقابل امتنع هايز عن تدخل الجيش الأمريكي في السياسة الجنوبية.
آمن هايز بالحكومة المبنية على الجدارة والمساواة في المعاملة بغضّ النظر عن العرق، وآمن بأفكار الاقتصاد السياسي لدى هينري جورج، والتطوير من خلال التعليم. وأمر القوات الاتحادية بسحق إضراب سكة الحديد الكبير عام 1877. حقق هايز إصلاحات متواضعة في الخدمة المدنية والتي وضعت حجر الأساس لمزيد من الإصلاح في ثمانينات وتسعينات القرن التاسع عشر. كما نقض قانون بلاند أليسون والذي كان من شأنه أن يجعل عملات الفضة قيد التداول ويرفع الأسعار، مُصرّا على أن الحفاظ على معيار الذهب هو أمر ضروري لتحقيق الانتعاش الاقتصادي. واستبقت سياسته تجاه الهنود الغربيين برنامج قانون دوز الاستيعابي في عام 1887.
حافظ هايز على عهده بعدم الترشح لولاية جديدة، وتقاعد في منزله في ولاية أوهايو، وأصبح من دعاة الإصلاح الاجتماعي والتربوي. يرى كاتب السير آري هوغنبوم أن أعظم إنجازاته كان استعادة ثقة الشعب في شخص الرئيس وكبح جماح تدهور السلطة التنفيذية بعد وفاة أبراهام لنكولن. أشاد أنصار هايز بالتزامه بإصلاح الخدمة المدنية والدفاع عن الحقوق المدنية.

## العائلة والنشأة

### الطفولة وتاريخ العائلة
وُلد روثرفورد بيرتشارد هايز في مدينة ديلاوير بولاية أوهايو في 4 أكتوبر 1822، لكل من روثرفورد هايز جونيور وسوفيا بيرشارد. انتقل والد هايز، أمين المخازن، مع العائلة إلى أوهايو في 1817. تُوفي قبل ميلاد روثرفورد بعشرة أسابيع. تولت صوفيا مسؤولية العائلة، وربّت هايز وشقيقته، فاني، وهما الطفلان الوحيدان من بين الأطفال الأربعة اللذان بقيا على قيد الحياة حتى النضوج. لم تتزوج صوفيا مرة أخرى، وعاش شقيقها الأصغر، سارديس بيرشارد مع العائلة لفترة. كان دائمًا قريبًا من هايز وأصبح يمثل صورة الأب بالنسبة له، وساهم في تعليمه المبكر.
من خلال والديه كليهما، انحدر هايز من مستوطني نيو إنجلاند. جاء أول أسلافه المهاجرين إلى كونيتيكت قادمًا من اسكتلندا في 1625. كان الجد الأكبر لهايز، إيزيكيل هايز، قائد ميليشيا في كونيتيكت خلال الحرب الثورية الأمريكية، ولكن شقيق إيزيكيل (جد هايز، وسُمي روثرفورد أيضًا) ترك منزله في برانفورد خلال الحرب من أجل السلام النسبي في فيرمونت. هاجر الأجداد الأوائل لوالدته إلى فيرمونت في ذات الوقت. استمر غالبية أقربائه المقربين خارج أوهايو في العيش هناك. كان جون نويز، عمه زوج أمه، شريكًا لوالده في الأعمال في فيرمونت، وانتُخب لاحقًا في الكونغرس. كانت ابنة عمه الأولى، ماري جاين ميد، والدة كل من صانع التماثيل والمعماري لاركن جولدسميث ميد والمعماري ويليام روثرفورد ميد. كان جون همفري نويز، مؤسس مجتمع أونيدا، ابن عمه الأول أيضًا.

### التعليم وبدايات العمل في القانون
التحق هايز بالمدرسة المشتركة في مدينة ديلاوير بأوهايو، وسجل في 1836 في المعهد الديني الميثودي بنوروالك الذي يقع في نوروالك بأوهايو. أبلى بلاءً حسنًا في نورالك، وانتقل في العام التالي إلى مدرسة ويب، وهي مدرسة ابتدائية في ميدلتاون بكونيتيكت حيث درس اللغة اللاتينية واللغة الإغريقية. عند عودته إلى أوهايو، التحق بكلية كينيون في جامبير في 1838. استمتع هايز بوقته في كينيون، وحقق نجاحًا دراسيًا؛ أثناء وجوده هناك، التحق بالعديد من المجتمعات الطلابية وأصبح مهتمًا بسياسة حزب اليمين. تخرج بأعلى مراتب الشرف في 1842 واختير طالبًا متفوقًا عن فصله.
بعد قراءة القانون بإيجاز في كولومبوس بأوهايو، انتقل هايز شرقًا للالتحاق بكلية هارفارد للحقوق في 1843. تخرج وحصل على درجة البكالوريوس في القانون، وتقدم إلى رابطة المحامين بأوهايو في 1845 وفتح مكتب المحاماة الخاص به في سندسكي السفلى (فيرمونت حاليًا). كان العمل بطيئًا في البداية، ولكنه جذب بعض العملاء تدريجيًا وترافع أيضًا عن خاله سارديس في الدعاوى العقارية. في 1847، أُصيب هايز بما اعتقد طبيبه أنه السل. لاعتقاده بأن تغيير المناخ قد يساعده، قرر الالتحاق بالحرب المكسيكية الأمريكية، ولكن بناءً على نصيحة طبيبه، ذهب لزيارة عائلته في نيو إنجلاند. وبعودته من هناك، ذهب هايز مع خاله سارديس في رحلة طويلة إلى تكساس، حيث زار هايز غاي إم برايان، وهو زميل دراسة في كلية كينيون وقريبه البعيد. بقي العمل ضئيلًا بعودته إلى سندسكي السفلى، وقرر هايز الانتقال إلى سنسناتي.

### ممارسة القانون في سنسناتي والزواج
انتقل هايز إلى سنسناتي في 1850 وافتتح مكتبًا للمحاماة برفقة جون و. هيرون، وهو محامٍ من تشيليكوث. لاحقًا، انضم هايز إلى مكتب محامين أكثر استقرارًا وأسس هايز شراكة جديدة مع ويليام ك. روجيرز ورينشارد م. كورواين. وجد أن العمل أفضل في سنسناتي، واستمتع بالمغريات الاجتماعية في المدينة الأكبر، والتحق بمجتمع سنسناتي الأدبي ونادي الزملاء الغريبين. حضر أيضًا بالكنيسة الأسقفية ولكنه لم يصبح عضوًا.

## روابط خارجية
- رذرفورد هايز على موقع الموسوعة البريطانية (الإنجليزية)
- رذرفورد هايز على موقع إن إن دي بي (الإنجليزية)